# Alexander Chulaparambil

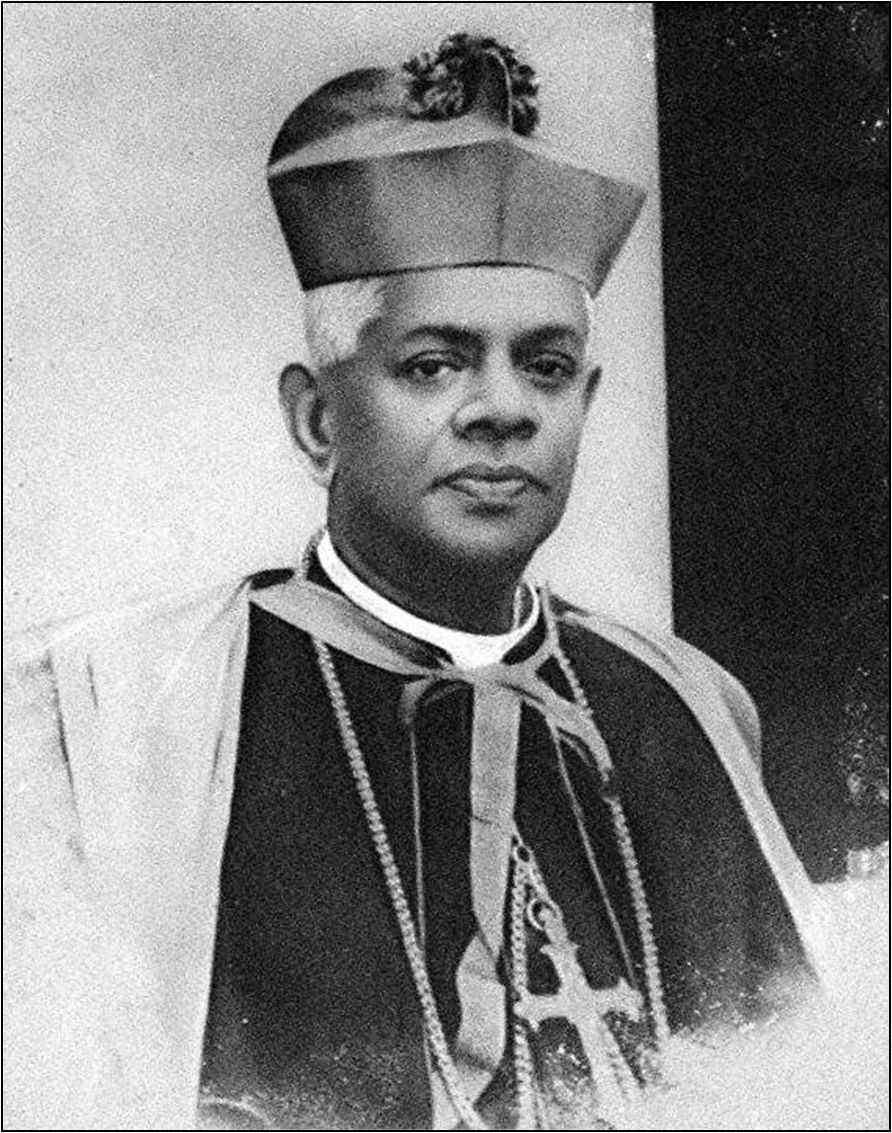
Bischof Mar Alexander Chulaparambil

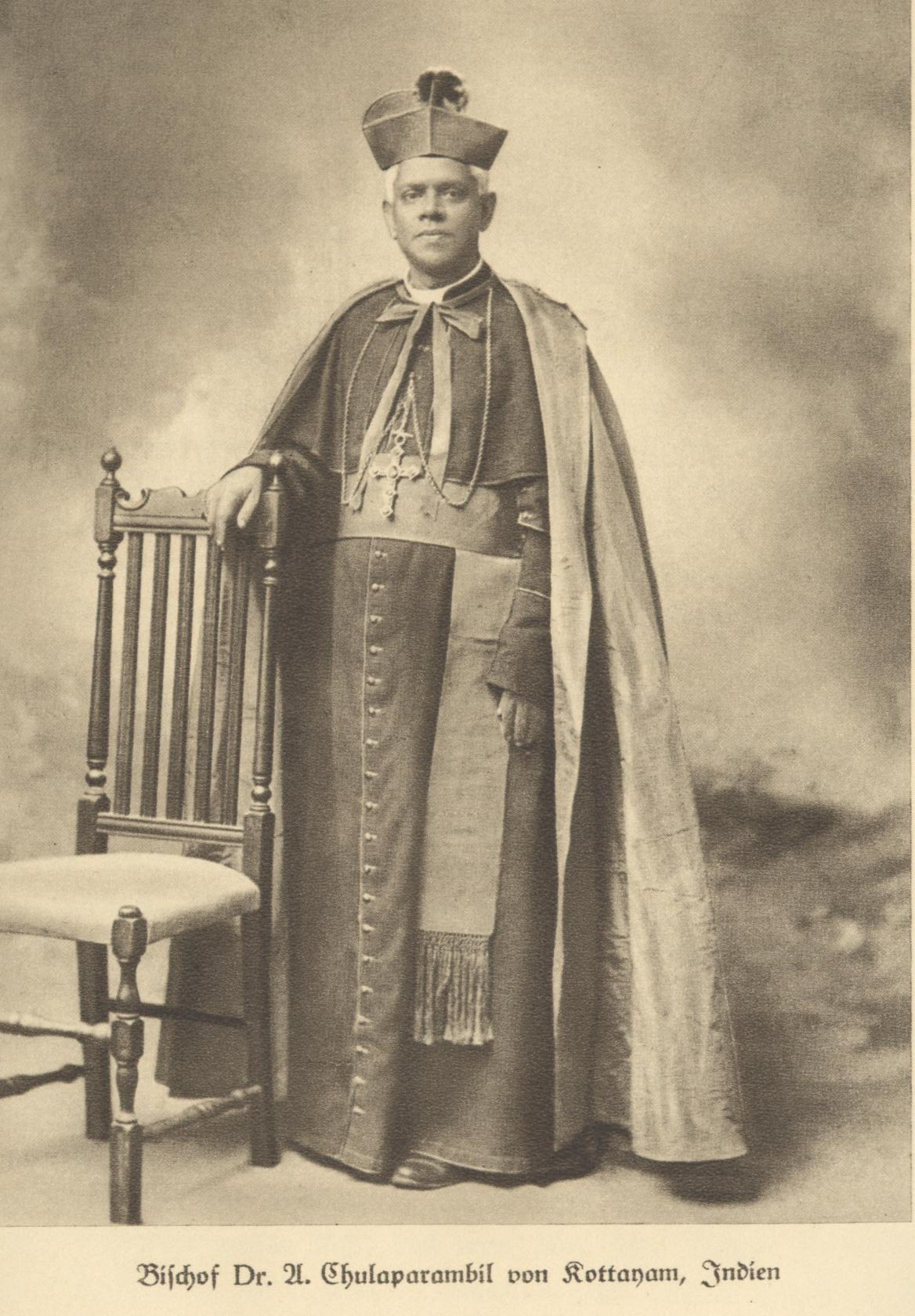
Bischof Mar Alexander Chulaparambil

Alexander Chulaparambil (* 14. Oktober 1877 in Kumarakom, Kerala, Indien; † 8. Januar 1951 in Kottayam) war ein indischer Geistlicher, katholischer Bischof und erstes Oberhaupt der syro-malabarischen Diözese (Eparchie) von Kottayam, welche ausschließlich für die Gläubigen der streng endogamen Gruppe der Knananiten errichtet wurde.

## Leben und Wirken

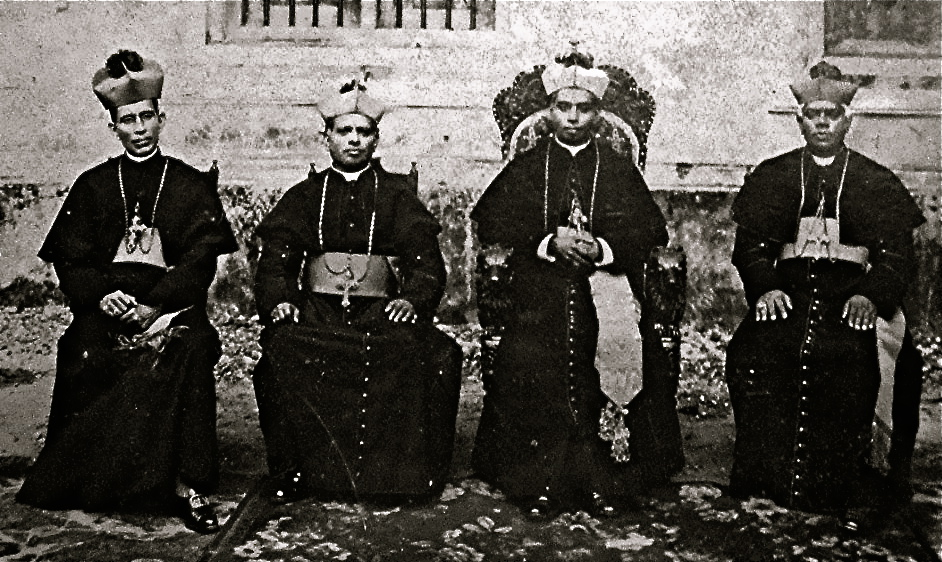
Bischof Mar Alexander Chulaparambil 1923 (rechts außen)

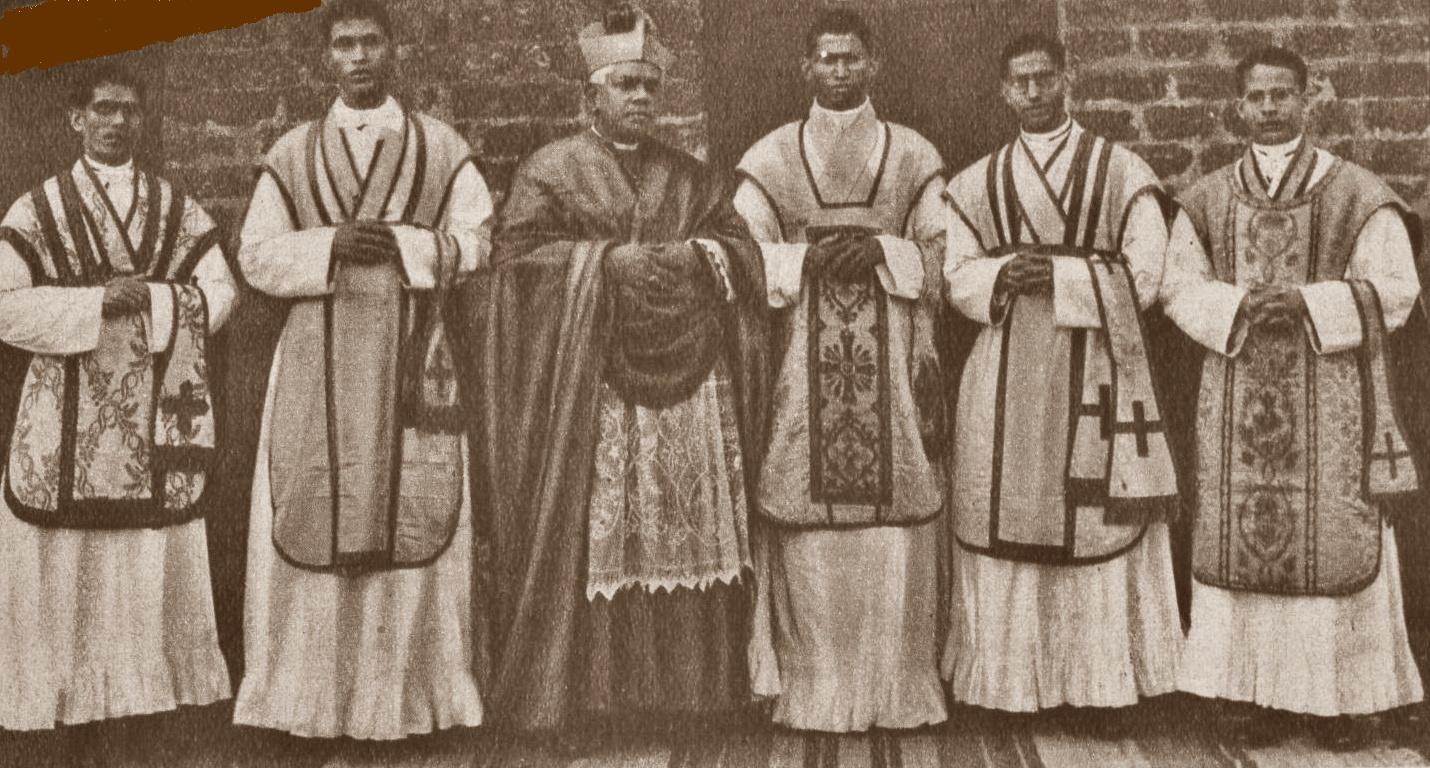
Bischof Mar Alexander Chulaparambil mit Neupriestern seiner Diözese.

Alexander Chulaparambil wurde als Sohn knananitisch-katholischer Eltern im Distrikt Kottayam geboren, studierte Theologie am päpstlichen Seminar in Kandy, Sri Lanka und empfing am 22. Dezember 1906 die Priesterweihe.
Nach dem Tod von Mathew Makil (1851–1914), dem ersten Apostolischen Vikar von Kottayam, folgte ihm Chulaparambil im Amt nach. Er hatte ihm bereits vorher als sein Sekretär gedient. Am 16. Juli 1914 ernannte ihn Papst Pius X. zum Apostolischen Vikar von Kottayam und zum Titularbischof von Busiris. Die Bischofsweihe spendete ihm der Apostolische Delegat von Ostindien, Erzbischof Ladislaus Zaleski (1852–1925), am 1. November des Jahres.
Am 21. Dezember 1923 rief Papst Pius XI. das Bistum Kottayam, als Diözese aller katholischen Knananiten ins Leben; Alexander Chulaparambil avancierte zum ersten Bischof.
Bischof Chulaparambil war ein großer Herz-Jesu-Verehrer und schätzte die Spiritualität des Heiligen Franz von Sales. 1921 gründete er den salesianischen Männerorden der Oblaten vom Heiligsten Herzen Jesu (OSH), der bis heute existiert. 1932 besuchte er Europa und begab sich dabei auch nach Konnersreuth, um die stigmatisierte Therese Neumann persönlich kennenzulernen. Der Oberhirte leitete und konsolidierte die Diözese Kottayam bis zu seinem Tod 1951 mit großer Umsicht und ausgezeichnetem Engagement. Als Apostolischer Vikar und Bischof war er 35 Jahre lang das Haupt der katholischen Knananiten.
Die Diözese Kottayam finanzierte 1943 in Madampam bei Kannur eine größere Kolonie für knananitische Katholiken, wo sich etwa 100 solcher Familien niederließen. Der Ort erhielt den Namen „Alexnagar“, abgeleitet vom Vornamen Bischof Chulaparambils.